# Creu del Pedró
La Creu del Pedró, en alguns mapes denominat Coll del Pedró, és una collada i cruïlla de camins del poble de Montcalb, al municipi de Guixers, a la Vall de Lord (Solsonès).
Està situada a 1.492,5 m. d'altitud, a poc més de 625 m. al nord-oest del poble de Montcalb. És al vessant sud-oest del turó de Santa Margarida, extrem sud-occidental de la Serra dels Prats.